# عنوان‌های فیده

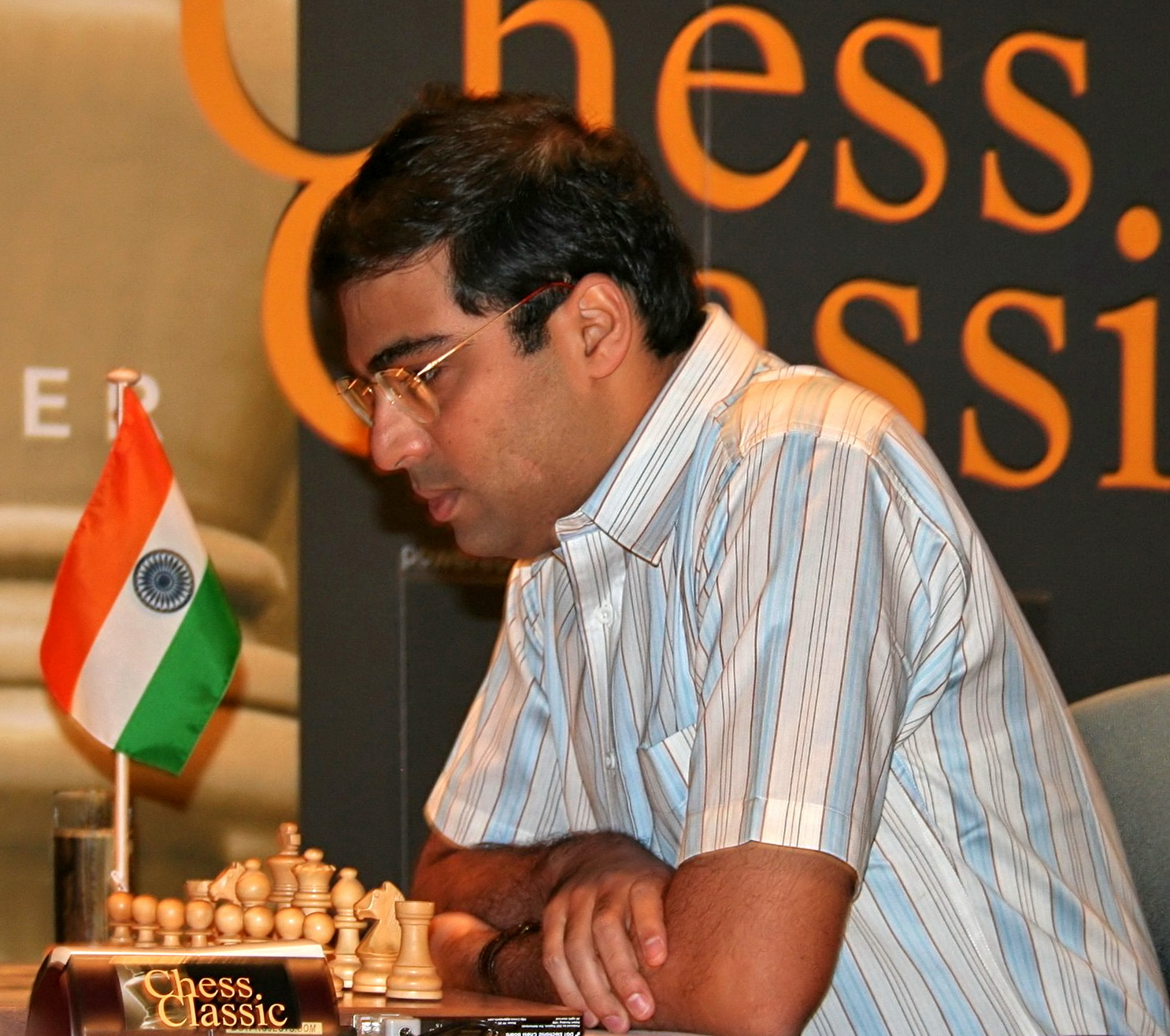
ویسواناتان آناند دارای عنوان استادبزرگ و قهرمان سابق جهان است.

فدراسیون بین‌المللی شطرنج (فیده) بر اساس نتایج بازیکنان شطرنج در رقابت‌های مختلف، عنوان‌هایی را به آن‌ها اعطا می‌کند. این عنوان‌ها معمولاً بر اساس ریتینگ الو شطرنج‌باز و کسب تعداد معینی نُرم استادی اعطا می‌شود. این عنوان‌ها مادام‌العمر است و به جز تعدادی از آن‌ها که خاص زنان است، برای بقیه هیچ محدودیت جنسیتی وجود ندارد.
ریتینگ الو مقیاسی است که قدرت ورزش‌کار را نسبت به دیگر ورزش‌کاران با توجه به نتایج او نشان می‌دهد. برای دریافت هر عنوان رسیدن به ریتینگ مشخصی مورد نیاز است. البته شطرنج‌باز لازم نیست این ریتینگ را حفظ کند. نرم استادی نیز به معنای اخذ نتیجه‌ای مطلوب در یک تورنمنت دارای شرایطی خاص است. مقررات مربوط به نرم‌های فیده پیچیده است و فاکتورهای مختلفی همچون میانگین ریتینگ و حداقل ریتینگ شرکت‌کنندگان و نمایش ریتینگ شطرنج‌باز، شرایط برگزاری مسابقه، حضور شطرنج‌بازان دارای آن عنوان و بالاتر در آن لحاظ شده است. دریافت نرم در مورد برخی عنوان‌ها مانند استاد فیده و استاد فیده زنان لازم نیست و هر شطرنج‌باز در صورت رسیدن به ریتینگ مورد نظر آن عنوان را بلافاصله دریافت می‌کند.
قهرمانی و قرار گرفتن در رتبه‌هایی مشخص و کسب نتایجی مطلوب در برخی مسابقات مهم، که شرایط آن در مقررات فیده مشخص شده است، نیز باعث دریافت بلافاصله درجه‌های استادی بدون نیاز به رسیدن به ریتینگ مشخص‌شده فیده برای هر درجه و کسب نرم‌های استادی می‌شود. هرچند غالباً افرادی که چنین نتایجی را کسب می‌کنند پیشتر آن عنوان استادی یا بالاتر از آن را دریافت کرده‌اند و در نتیجه شمار بسیار اندکی از شطرنج‌بازان با این روش عنوان جدیدی را دریافت می‌کنند.
فیده همچنین عنوان‌های استادی را به طراحان و حل‌کنندگان مسئله شطرنج اعطا می‌کند. عنوان‌های استادی طرح مسئله بر اساس انتشار مسائل و مطالعات طراحان در آلبوم فیده و عنوان‌های استادی حل مسئله بر اساس نتایج افراد در مسابقات قهرمانی حل مسئلهٔ شطرنج جهان اهدا می‌شود.

## استادبزرگ
استادبزرگ معتبرترین عنوان شطرنج، سوای قهرمانی جهان است. این درجه نخستین بار در سال ۱۹۵۰ به ۲۷ شطرنج‌باز برجستهٔ دنیا که امروزه استادبزرگان اصلی نامیده می‌شوند، اعطا شد. برای کسب این درجه، شطرنج‌باز باید به ریتینگ دست‌کم ۲۵۰۰ رسیده و سه نرم استادبزرگی را نیز به دست آورد. این عنوان همچنین به قهرمان جوانان جهان (زیر ۲۰ سال)، قهرمان شطرنج زنان جهان و قهرمان پیشکسوتان جهان، ۱۶ نفر اول جام جهانی شطرنج در صورتی که پیش از آن این درجه را کسب نکرده باشند، اعطا می‌شود.

## استاد بین‌المللی
استاد بین‌المللی دومین عنوان معتبر شطرنج پیش از استاد بزرگی است که در سال ۱۹۵۰ تأسیس شد. برای کسب این درجه شخص بایستی به ریتینگ ۲۴۰۰ رسیده و سه نرم استاد بین‌المللی را به دست بیاورد. این عنوان همچنین به نفرات دوم و سوم قهرمانی جوانان جهان (زیر ۲۰ سال)، فینالیست قهرمانی زنان جهان، نایب‌قهرمان پیشکسوتان جهان و نفرات اول رقابت‌های قاره‌ای و تعدادی از رقابت‌های منطقه‌ای، نیز در صورتی که پیش از آن این درجه را کسب نکرده باشند، اعطا می‌شود.

## استاد فیده
عنوان استاد فیده از سال ۱۹۷۸ تأسیس شده و دست‌یابی به آن نیازمند رسیدن به ریتینگ ۲۳۰۰ و نرم استادی نیز نیاز ندارد. همچنین قهرمانی و کسب رتبه‌ای خاص و نتایجی مطلوب در تعدادی از مسابقات مهم که شرایط آن در مقررات فیده معین شده است باعث دریافت این عنوان توسط شطرنج‌باز می‌شود.

## نامزد استادی
این عنوان از سال ۲۰۰۲ تأسیس شده و دست‌یابی به آن نیازمند رسیدن به ریتینگ ۲۲۰۰ دارد. نامزد استادی پایین‌تر از سایر عنوان‌های فیده به جز نامزد استادی زنان و استاد فیده زنان رده‌بندی می‌شود.

## استاد بزرگ زنان
استاد بزرگ زنان عنوانی مخصوص شطرنج‌بازان زن است که در سال ۲۰۱۰ تأسیس شد. برای کسب آن بایستی شطرنج‌باز به ریتینگ ۲۳۰۰ رسیده و سه نرم استاد بزرگی زنان را هم به دست بیاورد. این عنوان همچنین به قهرمان دختران زیر ۲۰ سال جهان، هشت نفر اول مسابقات قهرمانی شطرنج زنان جهان، قهرمان شطرنج زنان پیشکسوت جهان و قهرمان شطرنج زنان قاره‌ها، در صورتی که پیشتر آن را کسب نکرده باشد، اعطا می‌شود.

## استاد بین‌المللی زنان
استاد بین‌المللی زنان عنوان مخصوص شطرنج‌بازان زن است که در سال ۱۹۵۰ تأسیس شد. برای کسب آن بایستی شطرنج‌باز به ریتینگ۲۲۰۰ رسیده و سه نرم استاد بین‌المللی زنان را هم به دست بیاورد. این درجه همچنین به نفرات دوم و سوم قهرمانی دختران زیر ۲۰ سال جهان، نایب‌قهرمان شطرنج زنان پیشکسوت جهان، بازیکنان راه یافته به مسابقات جام جهانی زنان و برندگان چند مسابقه مهم دیگر در صورتی که پیشتر آن را کسب نکرده باشند، اعطا می‌شود.

## استاد فیده زنان
این عنوان مخصوص شطرنج‌بازان زن است که برای کسب آن رسیدن به ریتینگ ۲۱۰۰ نیاز است. این عنوان نرم استادی ندارد.

## نامزد استادی زنان
این عنوان مخصوص شطرنج‌بازان زن است که برای کسب آن صرفاً رسیدن به ریتینگ ۱۷۰۰ مورد نیاز است.

## مسئله شطرنج
فیده همچنین عنوان‌های استادبزرگ، استاد بین‌المللی و استاد فیده برای «طرح مسئله» و «حل مسئلهٔ» شطرنج پیش‌بینی کرده و به بهترین آن‌ها اعطا می‌کند.
عنوان‌های استادی طرح مسئله بر اساس تعداد مسائلی که هر طراح مسائل شطرنج ابداع کرده یا مورد تحلیل و بررسی قرار داده و به انتخاب داوران منتخب فیده در آلبوم‌های فیده منتشر شده، اعطا می‌شود.
عنوان‌های استاد حل مسئله نیز تنها با شرکت در مسابقات حل مسئله به دست می‌آید. درجه‌های استادبزرگ و استاد بین‌المللی حل مسئله فقط در رقابت‌های قهرمانی حل مسئلهٔ شطرنج جهان اعطا می‌شود. شخصی که دست‌کم ۹۰٪ امتیاز قهرمان جهان را دریافت کند و سه بار در طول ده دوره پیاپی قهرمانی جهان در بین ۱۰ نفر اول قهرمانی جهان قرار گیرد، عنوان استادبزرگ و شخصی که دست‌کم ۸۰٪ امتیاز قهرمان جهان را دریافت کند و دو بار در طول پنج دوره پیاپی در بین پانزده نفر اول رقابت‌ها قرار گیرد، درجهٔ استاد بین‌المللی را دریافت می‌کند.